# The Funhouse
The Funhouse (Carnaval del terror en España o La casa de los horrores en Hispanoamérica) es una película de terror estadounidense de 1981, dirigida por Tobe Hooper, con guion de Lawrence Block, y protagónicos de Elizabeth Berridge, Shawn Carson y Cooper Huckabee.

## Argumento
Amy, Buzz, Richie y Liz, dos parejas de jóvenes en busca de emociones fuertes acuden a una siniestra feria ambulante, pese a la oposición de una de las chicas, que ha oído ciertos rumores sobre la desaparición de algunos jóvenes en el lugar. Cuando están a bordo del tren fantasma, deciden salirse de los carros para pasar la noche allí dentro. De pronto y sin quererlo, presencian desde una abertura en el techo de una habitación, el asesinato de la adivina Madame Zena, por parte de un jovencito enmascarado con la máscara del monstruo de Frankenstein.
Mientras intentan encontrar una salida del lugar, el cual está todo sellado, Richie se escabulle en la habitación y roba el dinero del gerente del lugar.
Luego, el hombre enmascarado regresa con su padre y dueño de la atracción para mostrarle el cadáver de Madame Zena. En ese momento, el dueño se da cuenta de que había sido robado y presiona a su hijo a que se quite la máscara, mostrando su horrible identidad. Richie se sobresalta y deja caer su encendedor en la habitación. Entonces el padre al advertir la presencia de extraños en la casa, ordena a su hijo a cazar uno por uno a los delincuentes y testigos del terror.
El primero en ser asesinado es Richie que es ahorcado con una soga, luego le sigue Liz que es desgarrada. El dueño de la casa decide atacar a Amy y a Buzz, siendo asesinado por este último tras ser atravesado por una larga espada. Cuando intentan escapar la bestia aparece y mata a Buzz. 
Finalmente, Amy logra enfrentarse joven monstruo y logra matarlo electrocutándolo y cortándolo por la mitad con una máquina. En la escena final de la película se la ve a ella saliendo en estado de shock de la feria de diversiones.

## Frases de promoción
- LA CASA DE LOS HORRORES: "Pagará por entrar, rezará por salir".[2]
- "Something is alive in the funhouse...something that has the form of a human, but not the face...something that feeds off the flesh and blood of young innocents." ("Algo está vivo en el funhouse ... algo que tiene la forma de un ser humano, pero no el rostro ... algo que se alimenta de la carne y la sangre de jóvenes inocentes.").

## Elenco
- Elizabeth Berridge ... Amy Harper
- Shawn Carson ... Joey Harper
- Jeanne Austin ... Señora Harper
- Jack McDermott ... Señor Harper
- Cooper Huckabee ... Buzz Dawson
- Largo Woodruff ... Liz Duncan
- Miles Chapin... Richie Atterbury
- David Carson ... Geek
- Sylvia Miles ... Madame Zena
- Ralph Morino ... Conductor del camión
- Kevin Conway... Pregonero del show
- Herb Robins ... Gerente del carnaval
- Mona Agar ... Bailarina stripper del show
- Wayne Doba ... La criatura
- William Finley ... Marco el magnífico

## Crítica
The Funhouse se estrenó en 814 salas de cine en los Estados Unidos el 13 de marzo de 1981, y ganó $ 2.765.456 en el primer fin de semana recaudando un total de $ 7.886.857. Tobe Hooper fue elogiado por aplicar su estilo más inclinado al suspenso, en lo que podría haber sido una película más de terror centrada en el gore: su trabajo aquí fue en gran parte el responsable de que se lo eligiera para dirigir Poltergeist en 1982.